# Serhij Rudenko
Serhij Wołodymyrowycz Rudenko, ukr. Сергій Володимирович Руденко, ros. Сергей Владимирович Руденко, Siergiej Władimirowicz Rudienko (ur. 8 grudnia 1958 w Winnicy) – ukraiński piłkarz, grający na pozycji obrońcy, trener piłkarski.

## Kariera piłkarska
W 1976 rozpoczął karierę piłkarską w Łokomotywie Winnica. Potem został powołany do służby wojskowej. Po zwolnieniu z wojska w 1979 powrócił do winnickigo zespołu, który zmienił nazwę na Nywa Winnica. W 1985 bronił barw Atłantyki Sewastopol, ale w następnym sezonie ponownie wrócił do Nywy. Latem 1992 przeszedł do Chimika Żytomierz, w którym zakończył karierę piłkarza po zakończeniu sezonu 1992/93.

## Kariera trenerska
Karierę szkoleniowca rozpoczął po zakończeniu kariery piłkarza. Od 2010 trenował amatorski zespół FK Winnica. W 2013 startował w mistrzostwach Ukrainy wśród amatorów.